# 青春之泉行動

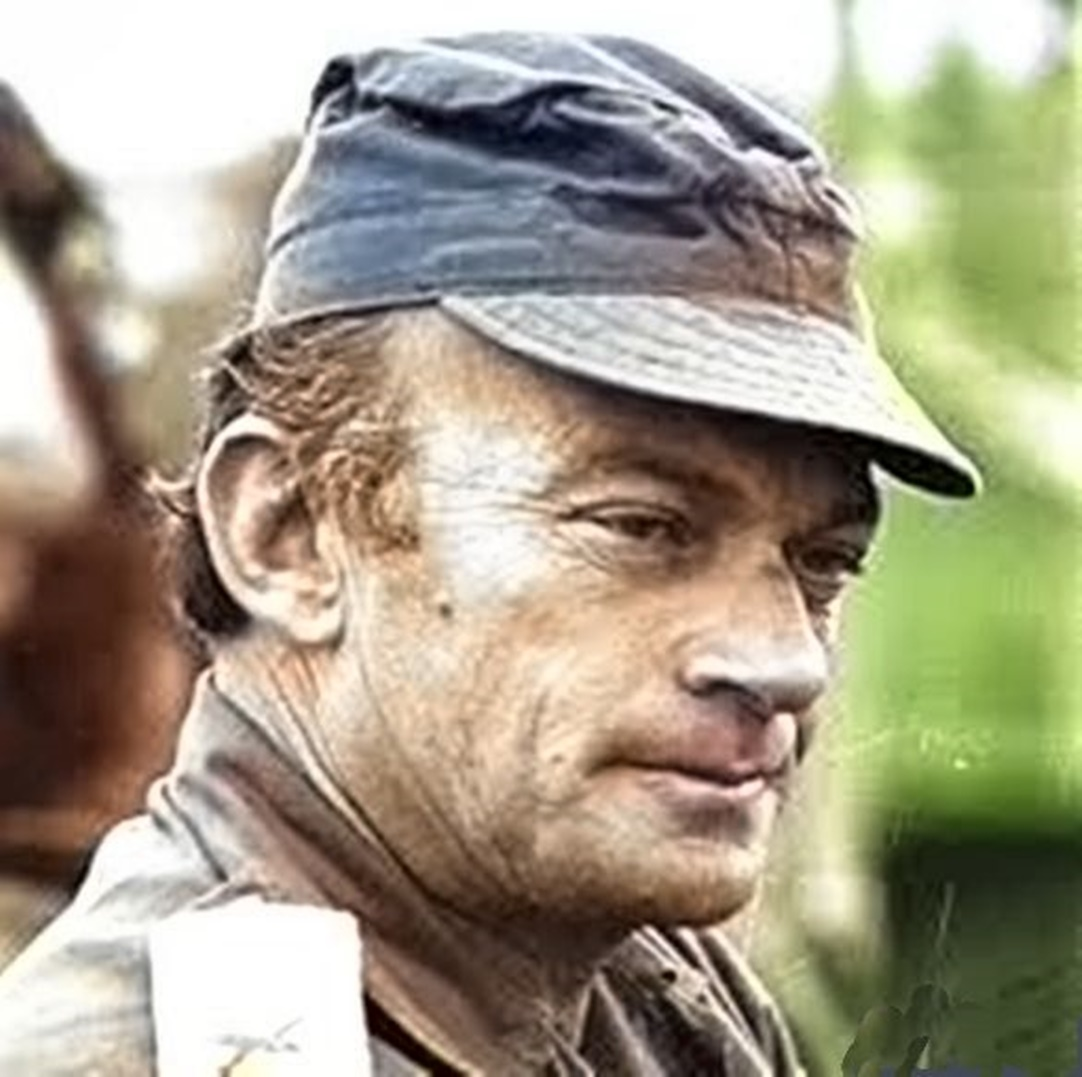
领导青春之泉行动的指挥官，伊曼纽尔·沙凯德

青春之泉行動（希伯來語：מִבְצָע אָבִיב נְעוּרִים，羅馬化：Mivtsa aviv ne‘urim），又譯不老泉行動，是1973年4月9日晚至4月10日早上以色列情報特務局突襲黎巴嫩的軍事行動，是「天譴行動」的一部份，這次行動把三名巴勒斯坦解放組織高層成員全數殺死。

## 背景及經過
1972年慕尼黑慘案導致11名以色列國家級運動員遇害，摩薩德決定展开天譴行動，暗杀多名巴勒斯坦人或慕尼黑慘案相關人物來報復。
1973年2月，以色列总参侦察营指揮官埃胡德·巴拉克獲得三名巴解高層的照片及藏身地，並著手部署暗殺行動。這三名巴解高層為阿布·優素福（Abu Youssef）、卡邁勒·阿德萬（Kamal Adwan），和卡邁勒·納賽爾（Kamal Nasser）。行動本來規劃以以色列國防軍對黎巴嫩發動全面進攻, 後大幅調整為針對巴解高層及藏身地的突襲行動。
1973年4月初，數名摩薩德特工假扮成觀光客進駐黎巴嫩首都貝魯特以熟悉環境，並租了三輛汽車。在正式行動前，突擊隊隊員在特拉維夫北部一棟廢墟房子演練。
9日晚上，數艘以色列海軍的导弹快艇航行至貝魯特海岸，船上載著身穿便服的以色列國防軍部隊。接近貝魯特海岸時，隊員關掉快艇的馬達以免製造不必要的聲音，當以色列隊員抵達時，摩薩德特工早已等候並接載他們到目的地。
此次行動分成兩組，一組負責突襲解放巴勒斯坦人民阵线（人陣）於貝魯特的總部，另一組則由指揮官阿姆农·利普金－沙哈克上校（Amnon Lipkin-Shahak）帶領前往巴解高層成員的寓所暗殺解放巴勒斯坦人民阵线總部的成員，他率領傘兵部隊的進攻工作十分順利，之後突擊隊員用炸藥炸毀了部份總部大樓，此次行動有兩名以色列傘兵隊員犧牲。另一戰線的工作是由以色列总参侦察营負責，突擊隊員衝入巴解高層的住所，擊斃了三名巴解高層；优素福妻子在過程中亦被殺，另外一名意大利老婦人在混亂期間被殺。之後突擊部隊回到船上集合，撤退，租來的汽車則停泊在碼頭「交還」給汽車出租公司，整個行動不消30分鐘就完成。這次行動對黑色九月元氣大傷，再沒有恢復過來，黑色九月領袖阿布·优素福及另外兩名巴解高層被殺。利普金－沙哈克上校在事後獲頒發勇氣獎章。
此外另有數支突擊隊突襲貝魯特南方的法塔赫總部和工場，貝魯特北部的法塔赫爆炸工場和法塔赫在赛达的車庫。